# 新阳路街道
新阳路街道是中华人民共和国黑龙江省哈尔滨市道里区下辖的一个街道办事处，位于道里区中部。

## 行政区划
新阳路街道下辖以下村级行政区划单位：
银都社区、新阳社区、地德里北段社区和安化北段社区。